# NEC PC 8001 MK 2
NEC PC 8001 MK 2 (PC 8001 MK 2) је кућни рачунар, производ фирме NEC који је почео да се израђује у Јапану током 1982. године.
Користио је μPD 780C-1 (Z80 компатибилан) као централни микропроцесор а РАМ меморија рачунара PC 8001 MK 2 је имала капацитет од 64 KB. 

## Детаљни подаци
Детаљнији подаци о рачунару PC 8001 MK 2 су дати у табели испод.
|                       |                                                                       |
| [ 1 ]                 |                                                                       |
| Произвођач            |                                                                       |
| Тип                   | кућни рачунар                                                         |
| Меморија              | 64 KB                                                                 |
| Поријекло             | Јапан                                                                 |
| Година                | 1982                                                                  |
| Тастатура             | тастатура са пуним помаком тастера са одвојеном нумеричком тастатуром |
| Процесор              |                                                                       |
| Фреквенција процесора | 4                                                                     |
| RAM                   | 64 KB                                                                 |
| ROM                   | 32 KB                                                                 |
| Текст                 | 80 x 25 (8 боја), 40 x 25 (8 боја, 2 странице)                        |
| Графика               | 320x200 8 боја, 640x200 монохроматски                                 |
| Боја                  | 8                                                                     |
| Звук                  | непознато                                                             |
| Димензије             | непознато                                                             |
| Портови               |                                                                       |
| Оперативни систем     |                                                                       |